# 검은타마린
검은타마린(Saguinus niger)은 남아메리카에 사는 신세계원숭이로 타마린의 일종이다. 검은손타마린으로 불리기도 한다. 브라질에서 발견된다.